# ディートロン
ディートロン(Deetron) のアーティスト名義で知られるSam Geiserは、スイスはベルン出身のDJ、プロデューサーである。
ハードなミニマル・テクノからデトロイト・テクノの影響を感じさせるテックハウス、ジャジーなディープ・ハウスまで幅広い音楽性を持ち、ベルギーの名門テクノ・レーベルMusic Man Recordsを中心に、様々なレーベルから作品をリリースしている。リミキサーとしての活動も多い。
DJとしても世界各国で活動しており、その時々のトレンドであるテクノやミニマルをベースにしつつも、デトロイト・テクノやシカゴ・ハウスのクラシック作品を織り交ぜるDJスタイルは人気が高い。
また、他アーティストとのコラボレーションも行っており、同郷のStefan RiesenとのユニットSidestepperやロンドンのBen Sims、東京のDJ Shufflemasterとの共作などがある。

## ディスコグラフィー

### アルバム
- Twisted（2006年）
- Music Over Matter（2013年）

### DJ-MIXアルバム
- In The Mix（2002年）
- Fuse Presents Deetron（2008年）
- Balance 020（2011年）
- Fabric 76（2014年）